# San Francisco de Macorís
San Francisco de Macorís är en kommun och stad i norra Dominikanska republiken och är den administrativa huvudorten för provinsen Duarte. Kommunen har cirka 188 000 invånare, varav 132 725 invånare vid folkräkningen 2010 bodde i centralorten.